# Municipio de Stanley (Arkansas)
El municipio de Stanley (en inglés: Stanley Township) es un municipio ubicado en el condado de Arkansas en el estado estadounidense de Arkansas. En el año 2010 tenía una población de 720 habitantes y una densidad poblacional de 8,05 personas por km².

## Geografía
El municipio de Stanley se encuentra ubicado en las coordenadas 34°9′43″N 91°24′3″O / 34.16194, -91.40083. Según la Oficina del Censo de los Estados Unidos, el municipio tiene una superficie total de 89.47 km², de la cual 83,17 km² corresponden a tierra firme y (7,05 %) 6,3 km² es agua.

## Demografía
Según el censo de 2010, había 720 personas residiendo en el municipio de Stanley. La densidad de población era de 8,05 hab./km². De los 720 habitantes, el municipio de Stanley estaba compuesto por el 83,06 % blancos, el 14,58 % eran afroamericanos, el 0,28 % eran amerindios, el 0,28 % eran asiáticos, el 1,25 % eran de otras razas y el 0,56 % eran de una mezcla de razas. Del total de la población el 1,81 % eran hispanos o latinos de cualquier raza.